# Fortune (Schiff, 1935)
HMS Fortune (H70) war einer der acht Zerstörer der F-Klasse der britischen Royal Navy. Im Zweiten Weltkrieg wurde das Schiff mit den Battle Honours „Atlantic 1939“, „North Sea 1940“ und „Malta Convoys 1941-42“ ausgezeichnet.
Am 31. Mai 1943 wurde der Zerstörer von der Royal Canadian Navy übernommen und in HMCS Saskatchewan umbenannt. Der Zerstörer wurde gegen U-Boote im Nordatlantik und 1944 auch im Ärmelkanal eingesetzt.

## Geschichte des Schiffes
Das Schiff lief am 29. August 1934 als Teil einer Klasse von acht Zerstörern bei John Brown & Company in Clydebank vom Stapel. In Dienst gestellt wurde die Fortune am 27. April 1935. Sie war das 22. Schiff der Royal Navy, das diesen Namen seit 1512 erhielt. Zuvor hatte ihn der bei Fairfields gebaute Zerstörer Fortune der Acasta-Klasse von 1912 bis 1916 getragen, der im Ersten Weltkrieg für seinen Einsatz in der Seeschlacht am Skagerrak ausgezeichnet wurde, bei der er von deutschen Linienschiffen versenkt wurde.

### Einsatzgeschichte
Zusammen mit ihren Schwesterschiffen bildete Fortune zunächst die 6., später die 8. Zerstörerflottille, die der Home Fleet zugeteilt war.
Nach Kriegsbeginn verblieb das Schiff bei der Home Fleet, wurde allerdings zusammen mit anderen Zerstörern wiederholt zur U-Jagd eingesetzt. Bei einer dieser Suchfahrten gelang es ihm zusammen mit Faulknor, Fearless und Forester, am 20. September 1939 das deutsche U-Boot U 27 bei den Hebriden zu versenken. Das U-Boot hatte zuvor Fischdampfer rund 50 Seemeilen westlich der Hebriden attackiert, deren Funksprüche von Küstenfunkstationen aufgefangen werden konnten, woraufhin die vier Zerstörer von der Home Fleet zur Suche nach dem U-Boot abkommandiert worden waren. Das U-Boot wurde schließlich auf Position 58° 35′ N, 9° 20′ W aufgespürt und durch mehrere Wasserbombensalven zum Auftauchen gezwungen. Bevor das stark beschädigte U-Boot sank, konnte die gesamte Besatzung (38 Mann) von Bord gehen und wurde von den britischen Schiffen vollständig gerettet.
Im Jahr 1940 wurde der Zerstörer dann bei der versuchten Abwehr der deutschen Landung in Norwegen (Unternehmen Weserübung) zur Deckung von Schiffen der Home Fleet eingesetzt.
Nachdem sie in der Zwischenzeit Truppenkonvois nach Nord- und Ostafrika geleitet hatte, wies die Admiralität Fortune der neu gebildeten Force H zu, die in Gibraltar stationiert war. Im September 1940 nahm das Schiff an dem erfolglosen britisch-freifranzösischen Versuch teil, die Hafenstadt Dakar in Französisch-Westafrika dem im Juli 1940 neu gegründeten Vichy-Regime zu entreißen (siehe Gefecht von Dakar). Dabei gelang es dem Zerstörer das vichy-französische U-Boot Ajax zu versenken. Das U-Boot wurde am 24. September 1940 mithilfe von ASDIC geortet und durch Wasserbombenangriffe zum Auftauchen gezwungen. Das stark beschädigte U-Boot wurde schließlich von der eigenen Besatzung selbst versenkt. Die gesamte 76 Personen umfassende U-Boot-Besatzung wurde von der Fortune danach aus dem Meer gerettet.
In den folgenden Monaten war der Zerstörer immer wieder mit der Force H im Mittelmeer im Einsatz. Er diente als Eskorte für Flugzeugträger, von denen Jagdflugzeuge Angriffe gegen Malta geflogen wurden und für Konvois, die meist Kriegsmaterial für die britischen Truppen in Nordafrika und Versorgungsgüter für Malta transportierten. Dabei wurde das Schiff auch als schneller Minensucher genutzt. Bei einem dieser Geleite wurde Fortune während eines Luftangriffs durch eine Bombe beschädigt.
Nach dem Abschluss der Reparaturen Anfang 1942 lief der Zerstörer wieder ins Mittelmeer, um dort als Teil der Fernsicherung für weitere Malta-Konvois zu dienen. In der Folgezeit wurde das Schiff der British Eastern Fleet in Trincomalee, Ceylon, zugewiesen. Bei der japanischen Attacke im Indischen Ozean wurde es als Deckung für die aus den langsameren Einheiten der Flotte bestehende Gruppe 2 eingesetzt.
Ab Frühjahr 1942 diente die Fortune jedoch für mehrere Monate als Eskorte von Arktis-Konvois, durch die die Sowjetunion mit Kriegsmaterial beliefert wurde. Es folgte ein weiterer Einsatz im Mittelmeer als Teil der Geleitzugsicherung im Rahmen der Operation Vigorous. Vom Mittelmeer ging es erneut in den Indischen Ozean, wo das Schiff an Operationen um Madagaskar teilnahm.
Ende Mai 1943 wurde der Zerstörer an die Royal Canadian Navy abgegeben, die ihn in HMCS Saskatchewan (H70) umbenannte. Er wurde nunmehr zur Sicherung von Nordatlantik-Konvois verwandt.
Im Sommer 1944 lag der Einsatzschwerpunkt dann im Ärmelkanal und in der Biskaya, wo der Zerstörer deutsche U-Boote und Vorpostenboote jagte. In den wiederholten Gefechten gelang es der Flottille, zu der er gehörte, mehrere Vorpostenboote zu versenken. Er wurde dabei allerdings auch einige Male beschädigt. Es folgten dann bis zum Kriegsende weitere Atlantik-Geleite.
Die Saskatchewan wurde im Januar 1946 außer Dienst gestellt und später abgewrackt.